# منطق الطير

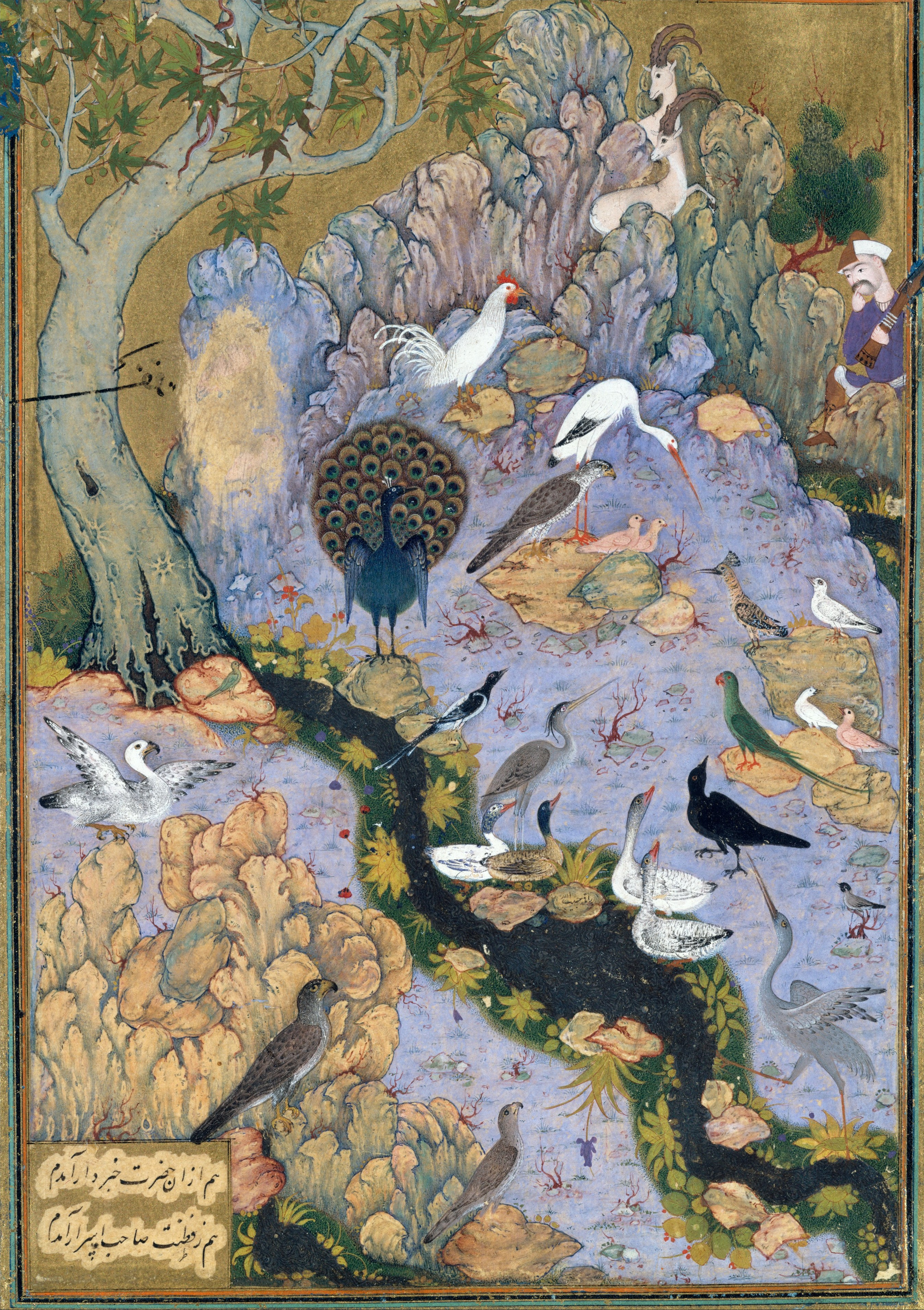
منمنمة فارسية من كتاب "منطق الطير" رسمها حبيب الله ويبدو فيها طائر الهدهد وهو يحادث الطيور الأخرى

منطق الطير عبارة عن منظومةٍ رمزيةٍ تبلغ 4500 بيت، نظّمها فريد الدين العطار. موضوعها هو بحث الطيور عن الطائر الوهمي المعروف بسيمرغ، والطيور هنا ترمز إلى السالكين من أهل الصوفية، وأما السيمورغ فيرمز إلى الله. تبدأ المنظومة كما هي العادة بجملةٍ من المدائح في حمد الله ومدح الرسول والخلفاء الراشدين الأربعة. والجزء المتعلق بالحكاية نفسها يبدأ بالبيت 500 من المنظومة نفسها ويشتمل على خمسة وأربعين مقالاً تنتهي بخاتمةٍ. وتبدأ القصة بتوجيه الخطاب والترحيب بثلاثة عشر طائرًا ينعقد بهم المجلس، فيقررون أنه لا بُدّ لهم من أن يخضعوا أنفسهم لواحدٍ منهم يجعلونه مرشدًا لهم أثناء بحثهم عن السيمورغ حتي يوفقوا في العثور عليه. ثم يختارون الهدهد ويأخذ الهدهد في مخاطبتهم بحديثٍ طويلٍ.

## الأعذار
و لم تكد أنواع الطيور تصمم على الوصول إلى السيمرغ حتى وجدت الطريق إليها طويلةً متعبةً، فأخذ كل طائرٍ منهم يلتمس لنفسه عذرًا من الأعذار. فاعتذر البلبل بأنه مشغولٌ بحب الوردة النضرة، واعتذرت الببغاء بأن جمالها جعلها للأقفاص أسيرة، وأعتذر الطاووس بادعاء الخجل والتواضع لاقتران اسمه بقصة إخراج آدم وحواء من الجنّة، واعتذرت البطة بعدم استطاعتها البعد عن الماء؛ واعتذرت الحجلة بأنها لا تستطع البعد عن الجبال والأودية؛ واعتذرت البجعة بعدم استطاعتها مغادرة البحيرات الصافية؛ واعتذرت البومة بعدم استطاعتها مغادرة الأماكن الخربة التي اعتادت أن ترتادها، وأبدى طائر هُما (النسر ذات الذقن) إعجابه بقدرته على منح الملكوم ألقابهم، واعتذر الصقر بأنه لا يستطيع أن يترك مكانه الممتاز علي أكف الملوك، واعتذرت الصعوة بأنها ضعيفةٌ هزيلةٌ يقعدها الوهن والسقم. وجميع هذه الأعذار ترمز إلى الأعذار التي يبديها الآدميون عندما يقعدون عن التماس عالم الروح ويعجزون عن المضي فيه، وقد‌ أخذ الهدهد الحكيم يجيب عليهم واحدًا تلو الآخر ويتمثل بمجموعةٍ من الحكايات والقصص للتدليل على آرائه وأفكاره.

## شيخ صنعان
حكايةٌ طويلةٌ في منطق الطير، تتعلق بالشيخ صنعان الذي كان يقطن مكة مع أربعمائة من مريديه، وكان على قدرٍ كبيرٍ من الصلاح والتقوى، ثم رأى في منامه أنه رحل إلى بلاد الروم وسجد للصنم، ورؤية الصالحين صادقة. فأسرع بالذهاب إلى بلاد الروم مع مريديه، وهناك أغرم بفتاةٍ مسيحيةٍ غرامًا شديدًا، ولما أدركت الفتاة حبه لها ومقدار شغفه بها عرضت عليه شروطها وهى :السجود أمام الصنم، وإحراق القران، وشرب الخمر، والبعد عن الايمان. فقبل في بداية الأمر شرب الخمر دون غيرها، وبعد أن تمكّن منه الخمر وسيطر عليه العشق، قبِل أن يكون مسيحيًا، ثم عرض على الفتاة الاقتران به، فاشترطت أن يكون صداقها خدمة الخنازير عامًا كاملًا، فقبل الشيخ. حاول مريدوه إصلاحه دون جدوى فأسرعوا بالعودة إلى الكعبة، وكان للشيخ صنعان صديقٌ يقطن الكعبة، حين علم هذا الصديق بما حدث للشيخ صنعان اغتمّ وحزن حزنًا شديدًا. فأسرع بالسفر إلى بلاد الروم مع المريدين للحاق بالشيخ، وواصلوا التضرع والتشفع أربعين ليلة فاستجاب الله لتضرعهم، وذات ليلةٍ رأى أحد المريدين الرسول محمد فطلب منه الشفاعة للشيخ عند الله، فتشفّع له الرسول، فتخلى الشيخ عمّا فعله، وعاد الجميع إلى مكة مرةً ثانيةً.
وبعد رحيله، رأت الفتاة في نومها أن الشمس قد سقطت بجانبها وطلبت منها الإسراع صوب شيخها، فأسرعت خلف الشيخ حتى وصلت إليه بالحجاز، فاضطرب الشيخ حين علم بقدومها ولكنها طلبت منه أن يعرض عليها الإسلام، وما أن أسلمت حتى أسلمت روحها.

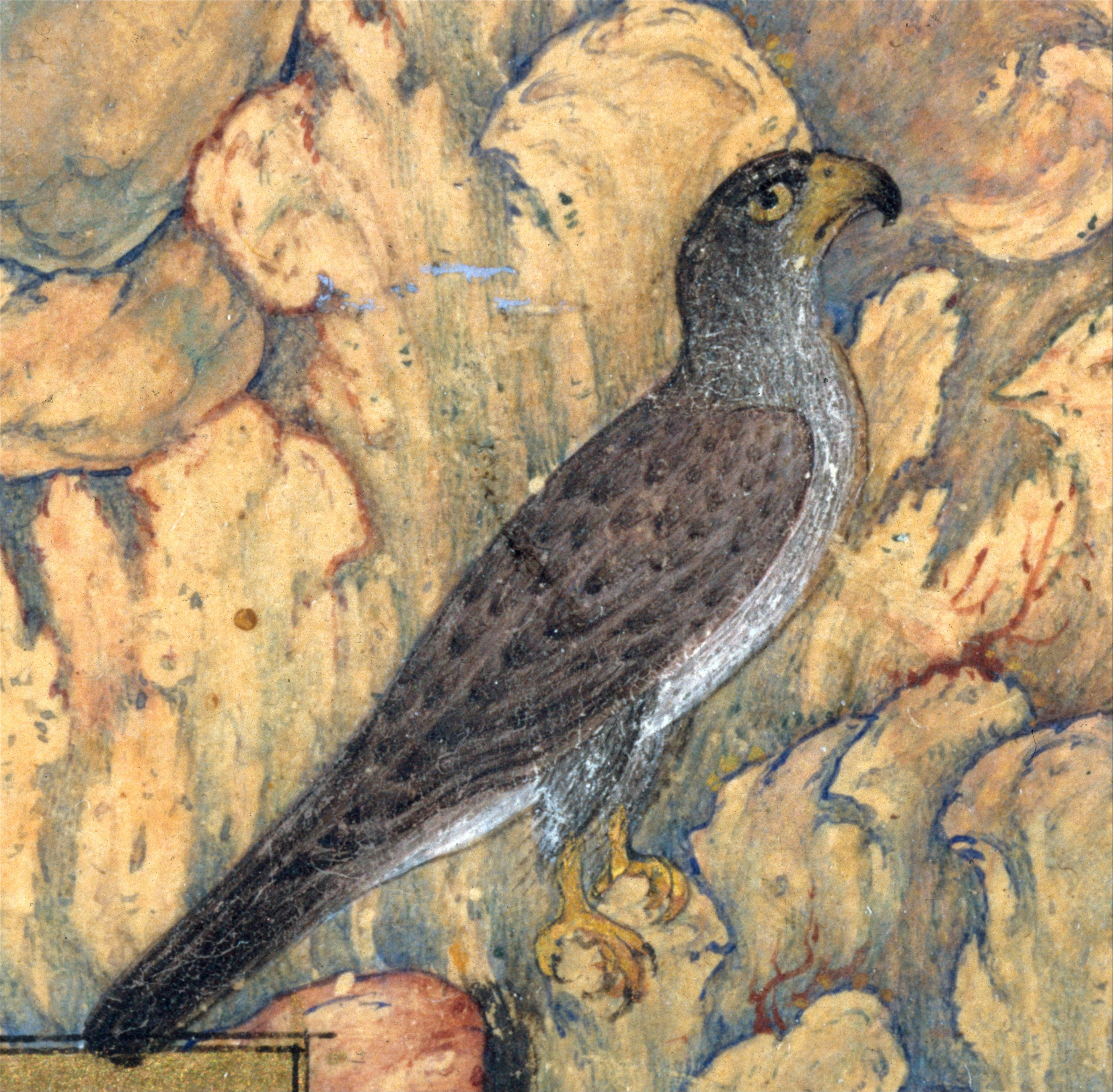
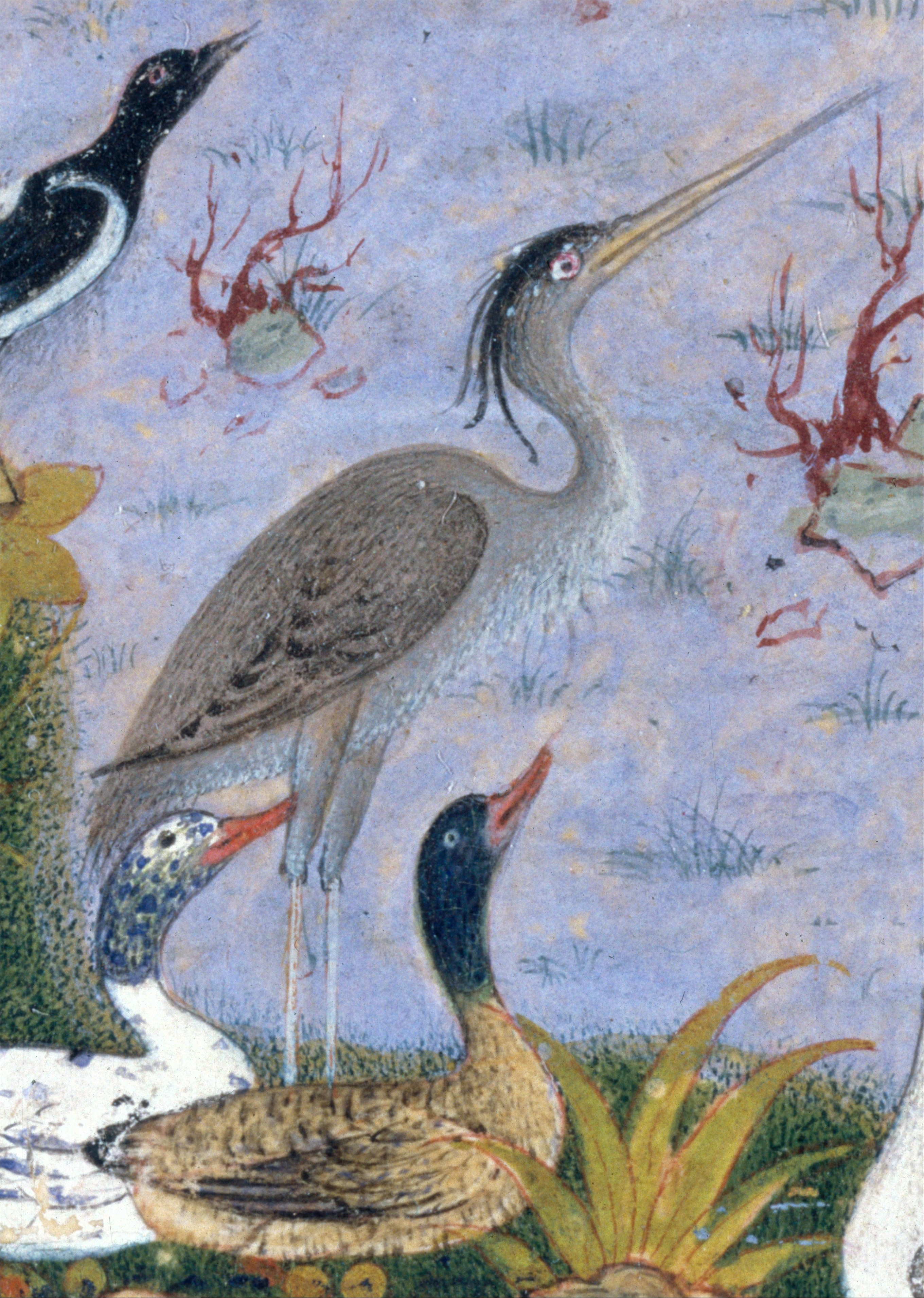
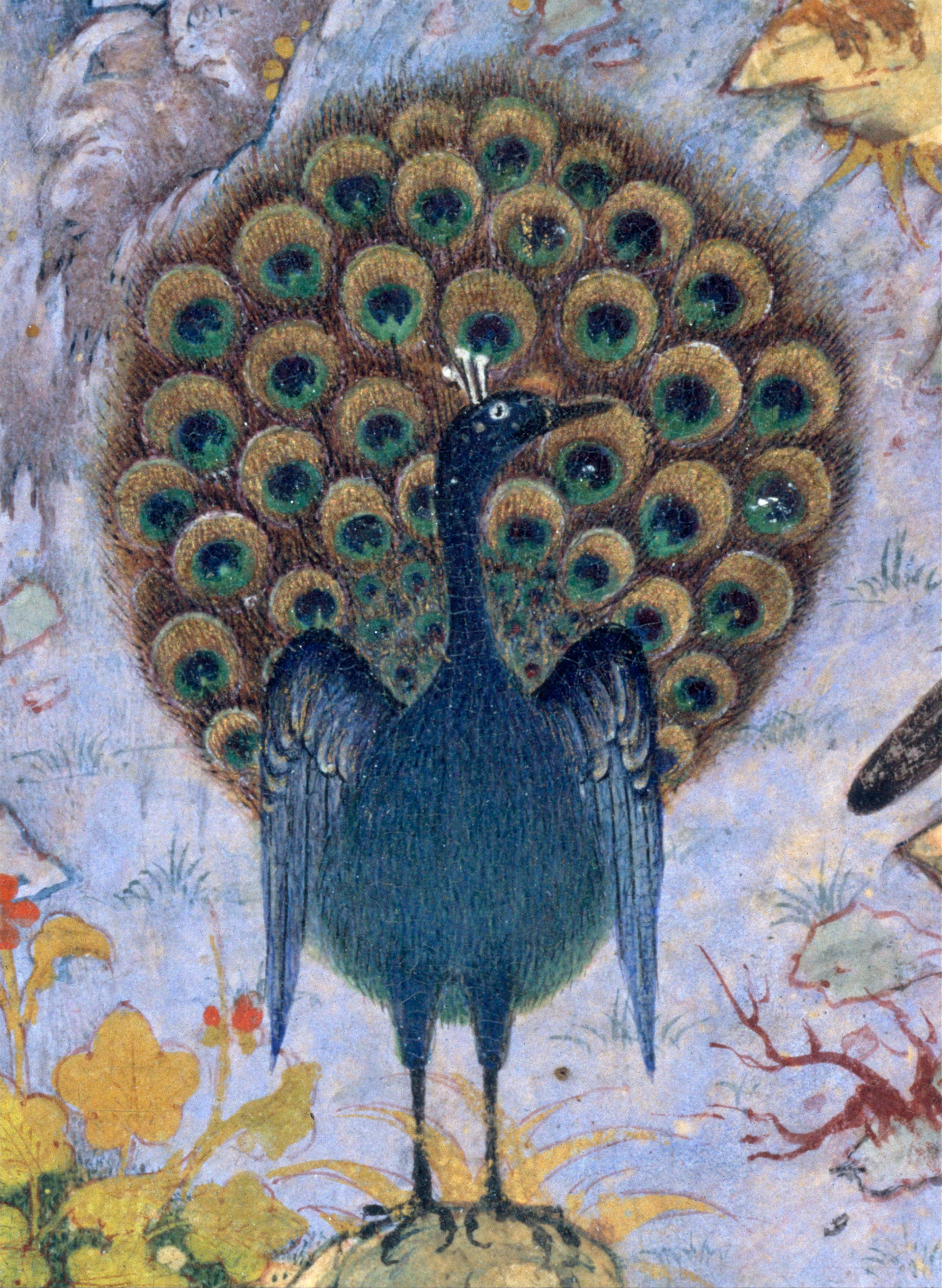

## أودية السلوك السبعة
تأخذ بقية الطيور في سيرها للبحث عن السيمرغ، فتسلك أودية السلوك السبعة، وتمر على التوالي بوادي الطلب ثم وادي العشق ثم وادي العرفان ثم وادي الاستغناء ثم وادي التوحيد ثم وادي الحيرة ثم وادي الفقر والفناء. والأبيات التي تمثّل هذه النهاية أبياتٌ عجيبةٌ، تمثّل تمثيلاً بلاغيًا فكرة الصوفية المتعلقة بالفناء في الله.

## أنظر أيضًا
- حديقة الحقيقة.
- المثنوي المعنوي.
- الوديان السبعة.